# Maltam
Maltam  est une localité du Cameroun située dans la commune de Makary, le département du Logone-et-Chari et la Région de l'Extrême-Nord, à proximité de la frontière avec le Tchad.  

## Population
Les habitants de Maltam sont principalement des Kotoko.
Lors du recensement de 2005, Maltam comptait 1 521 habitants.
Avec le village de Sao, c'est l'une des rares localités où on parle le maslam, une langue tchadique biu-mandara du groupe kotoko.

## Histoire
En juillet 1990, un différend foncier donne lieu à un affrontement meurtrier entre les Kotoko de Maltam et les habitants d'un hameau voisin, Maïnabou, principalement des Arabes Choa.
Lors de l’offensive des forces rebelles sur N'Djaména en février 2008, des milliers de réfugiés tchadiens sont d'abord accueillis à Kousséri, puis transférés vers un camp permanent à Maltam, où leurs conditions de vie dans un environnement désertique sont très difficiles.

## Éducation
Maltam est doté d'un collège public (CES).

### Filmographie
- En attendant Maltam..., film documentaire réalisé par François Dupaquier, FrontView production, février 2008, 26 min 09 s  (après l'offensive des rebelles sur N'Djamena, des réfugiés tchadiens attendent à Kousséri leur transfert vers le camp en construction de Maltam)